# Spilogona orthosurstyla
Spilogona orthosurstyla este o specie de muște din genul Spilogona, familia Muscidae, descrisă de Xue și Tian în anul 1988. Conform Catalogue of Life specia Spilogona orthosurstyla nu are subspecii cunoscute.